# Chémery-Chéhéry
Chémery-Chéhéry est une commune française située dans le département des Ardennes, en région Grand Est.
Elle est née le 1er janvier 2016 de la fusion de deux communes : Chémery-sur-Bar et Chéhéry.

## Géographie

### Localisation
Chémery-Chéhéry se trouve à environ 16 km au sud-ouest de Sedan.

### Communes limitrophes
| Omicourt  | Saint-Aignan Cheveuges | Bulson                 |
| Vendresse | Chémery-Chéhéry        | Maisoncelle-et-Villers |
|           | La Neuville-à-Maire    | Artaise-le-Vivier      |

### Hydrographie
La commune est dans le bassin versant de la Meuse au sein du bassin Rhin-Meuse. Elle est drainée par la Bar, le canal des Ardennes  (versant Meuse), le ruisseau le Donjon, le ruisseau de Terron, le ruisseau de Dione et le ruisseau du Moulin de la Croix Rouge,.
La Bar, d'une longueur de 62 km, prend sa source dans la commune de Harricourt et se jette  dans la Meuse à Dom-le-Mesnil, après avoir traversé 20 communes.
Le canal des Ardennes  (versant Meuse), d'une longueur de 30 km,  est un chenal et un cours d'eau naturel navigable qui a son origine dans la commune de Bairon et ses environs et se jette  dans la Meuse à Dom-le-Mesnil, après avoir traversé dix communes.
Le ruisseau le Donjon, d'une longueur de 12 km, prend sa source dans la commune d'Omont et se jette  dans la Bar sur la commune, après avoir traversé trois communes.

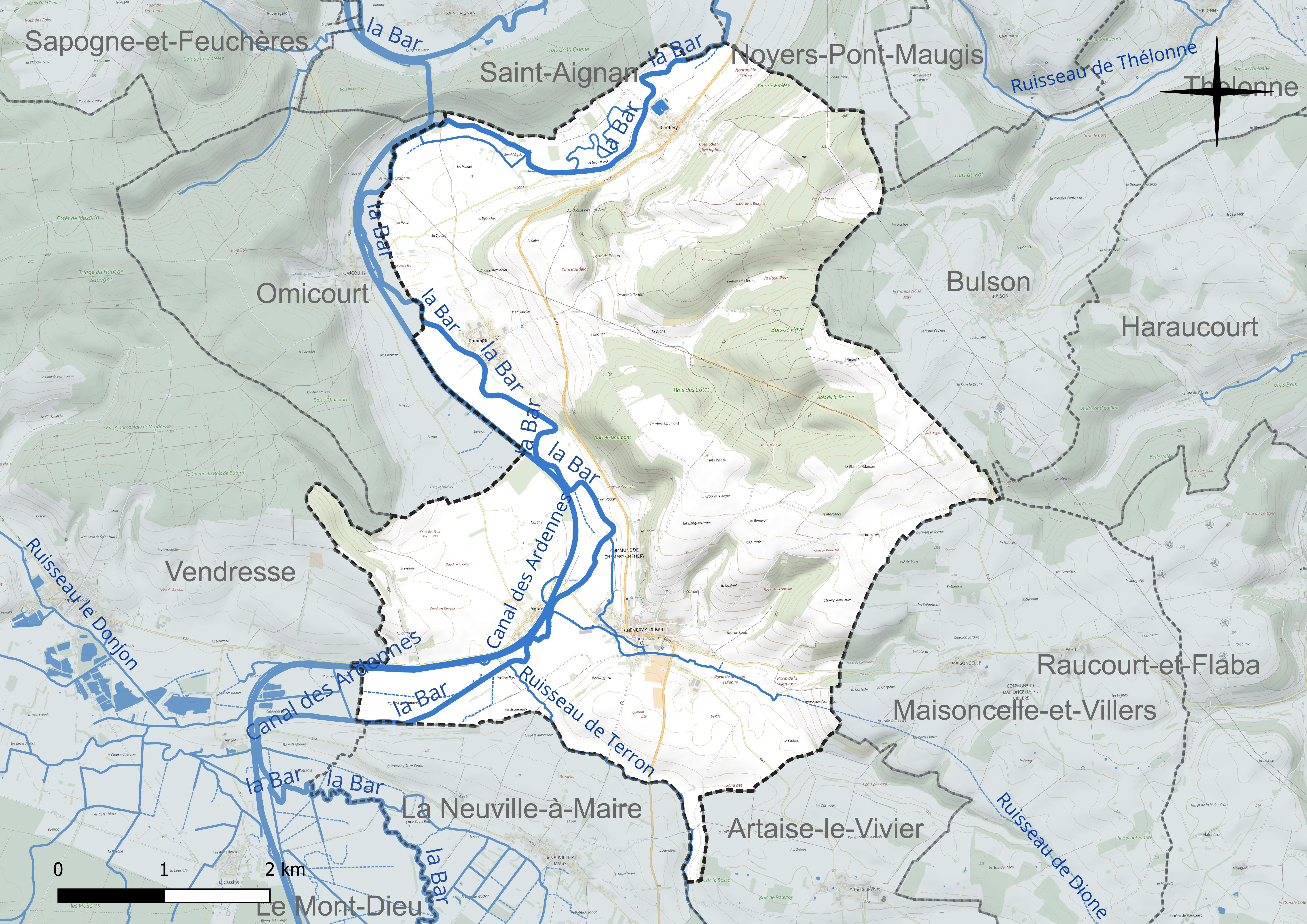
Réseau hydrographique de Chémery-Chéhéry.

### Climat
Pour des articles plus généraux, voir Climat du Grand Est et Climat des Ardennes.
En 2010, le climat de la commune est de type climat de montagne, selon une étude du Centre national de la recherche scientifique s'appuyant sur une série de données couvrant la période 1971-2000. En 2020, Météo-France publie une typologie des climats de la France métropolitaine dans laquelle la commune est exposée à un climat océanique altéré et est dans la région climatique Lorraine, plateau de Langres, Morvan, caractérisée par un hiver rude (1,5 °C), des vents modérés et des brouillards fréquents en automne et hiver.
Pour la période 1971-2000, la température annuelle moyenne est de 9,6 °C, avec une amplitude thermique annuelle de 15,6 °C. Le cumul annuel moyen de précipitations est de 913 mm, avec 13,4 jours de précipitations en janvier et 9,4 jours en juillet. Pour la période 1991-2020, la température moyenne annuelle observée sur la station météorologique de Météo-France la plus proche, « Douzy », sur la commune de Douzy à 15 km à vol d'oiseau, est de 10,5 °C et le cumul annuel moyen de précipitations est de 857,0 mm. 
La température maximale relevée sur cette station est de 40,3 °C, atteinte le 25 juillet 2019 ; la température minimale est de −14,8 °C, atteinte le 3 janvier 2004,,.
Les paramètres climatiques de la commune ont été estimés pour le milieu du siècle (2041-2070) selon différents scénarios d'émission de gaz à effet de serre à partir des nouvelles projections climatiques de référence DRIAS-2020. Ils sont consultables sur un site dédié publié par Météo-France en novembre 2022.

## Urbanisme

### Typologie
Au 1er janvier 2024, Chémery-Chéhéry est catégorisée commune rurale à habitat dispersé, selon la nouvelle grille communale de densité à 7 niveaux définie par l'Insee en 2022.
Elle est située hors unité urbaine. Par ailleurs la commune fait partie de l'aire d'attraction de Sedan, dont elle est une commune de la couronne,. Cette aire, qui regroupe 31 communes, est catégorisée dans les aires de moins de 50 000 habitants,.

## Toponymie
Il convient de se reporter aux articles consacrés aux anciennes communes fusionnées de Chémery-sur-Bar et de Chéhéry.

## Histoire
Il convient de se reporter aux articles consacrés aux anciennes communes fusionnées.

## Politique et administration

### Composition
| Nom                     | Code Insee | Intercommunalité                             | Superficie (km2) | Population (dernière pop. légale) | Densité (hab./km2) |
| ----------------------- | ---------- | -------------------------------------------- | ---------------- | --------------------------------- | ------------------ |
| Chémery-sur-Bar (siège) | 08115      | CC des Cantons de Carignon, Mouzon, Raucourt | 22,87            | 437 (2013)                        | 19                 |
| Chéhéry                 | 08114      | CA Charleville-Mézières/Sedan                | 4,92             | 128 (2013)                        | 26                 |

### Liste des maires
| Période      | Période   | Identité       | Étiquette | Qualité                                                         |
| ------------ | --------- | -------------- | --------- | --------------------------------------------------------------- |
| janvier 2016 | juin 2020 | Étienne Welter |           | Notaire. Ancien maire de Chémery-sur-Bar élu en 2014            |
| mai 2020     | En cours  | Bernard Riclot |           | Ancien maire délégué de Chéhéry (élu maire de Chéhéry en 2014). |

Les premières élections municipales concernant la nouvelle commune de Chémery-Chéhéry se sont déroulées le dimanche 15 mars 2020 (élections municipales françaises de 2020). 53,81 % des électeurs inscrits sur la liste électorale de la commune ont voté. Les 19 sièges ont été pourvus à l'issue du premier tour.
Le passage de relais entre Étienne Welter et Bernard Riclot aux municipales de 2020 était envisagé dès la fusion des deux communes.

### Rattachement cantonal
À la suite du décret du 5 mars 2020, la commune est entièrement rattachée au canton de Vouziers.

## Population et société

### Démographie
L'évolution du nombre d'habitants est connue à travers les recensements de la population effectués dans la commune depuis sa création.

En 2022, la commune comptait 521 habitants, en évolution de −10,33 % par rapport à 2016 (Ardennes : −2,97 %, France hors Mayotte : +2,11 %).
| 2014 | 2015 | 2020 | 2022 |
| ---- | ---- | ---- | ---- |
| 571  | 578  | 528  | 521  |

## Économie
Il convient de se reporter aux articles consacrés aux anciennes communes fusionnées.

## Culture locale et patrimoine

### Lieux et monuments
- Église Saint-Sulpice de Chémery-sur-Bar.
- Église Notre-Dame de Malmy.
- L'église Saint-Barthélemy de Connage. Cette église date du XVIe siècle.
- L'église de Chéhéry, dédiée à saint Christophe[22].
- Chapelle Saint-Roch de Chéhéry.
- Le château de Rocan, inscrit au titre des monuments historiques en 1981[23].

### Personnalités liées à la commune
Il convient de se reporter aux articles consacrés aux anciennes communes fusionnées.